# Pteris brasiliensis
Pteris brasiliensis är en kantbräkenväxtart som beskrevs av Giuseppe Raddi. Pteris brasiliensis ingår i släktet Pteris och familjen Pteridaceae. Inga underarter finns listade.